# Madame Hermet
Pour les articles homonymes, voir Hermet.
Madame Hermet est une nouvelle de Guy de Maupassant parue en 1887.

## Historique
Madame Hermet est une nouvelle de Guy de Maupassant initialement publiée dans le quotidien Gil Blas  du 18 janvier 1887, puis dans l'édition Conard en 1907.

## Résumé
Le narrateur visitant un asile de fous, le médecin lui présente un cas intéressant, Mme Hermet, et lui raconte l'histoire atroce de cette malheureuse…
Jeune, elle fut une femme très belle et adorable. Elle passait tout son temps à soigner son corps, à le rendre plus beau, toujours plus beau. Elle devient veuve avec un fils.
Son fils grandit tandis qu’elle vieillissait. Et, tous les jours, plusieurs fois par jour, elle s’enfermait dans sa chambre et pleurait. Elle suppliait le Bon Dieu, de faire ce que jamais Il n’avait fait avec d’autres femmes, de la rendre gracieuse, belle et fraîche jusqu’à sa mort.
Un jour son fils attrapa la petite vérole (variole). Sa première peur fut d’être contaminée par son fils. Et alors que celui-ci mourait et qu’il demandait à voir sa mère pour lui communiquer ses dernières paroles, elle ne vint pas, par peur d’être contaminée.
Son fils mourut et Madame Hermet devint folle de culpabilité.

## Éditions
- 1887 -  Madame Hermet, dans Gil Blas
- 1887 -  Madame Hermet, dans La Vie populaire du 20 février 1887
- 1907 -  Madame Hermet, dans Œuvres complètes de Guy de Maupassant, Éditions Conard
- 1967 -  Madame Hermet, dans Misti, recueil de vingt nouvelles de Maupassant, Éditions Albin Michel, Le Livre de poche no 2156.
- 1979 -  Madame Hermet, dans Maupassant, Contes et nouvelles, tome II, texte établi et annoté par Louis Forestier, Bibliothèque de la Pléiade, éditions Gallimard.

## Lire
- Lien vers la version de Madame Hermet dans Contes divers,